# Ти зустрінеш таємничого незнайомця
«Ти зустрінеш таємничого незнайомця» (англ. You Will Meet a Tall Dark Stranger) — комедійно-драматичний фільм 2010 року Вуді Аллена, з Антоніо Бандерасом, Джошем Броліном, Ентоні Гопкінсом, Джеммою Джонс, Фрідою Пінто, Люсі Панч та Наомі Воттс у головних ролях. 

## Синопсис
У фільмі розповідається про одну сім'ю, заплутані любовні відносини та спроби вирішити свої власні проблеми.
Фільм містить кілька сюжетних ліній: письменника-невдахи, художниці-початківця, з якою він фліртує; похилого мільйонера, який познайомився з ефектною повією-блондинкою і взяв її за дружину — для задоволення її потреб йому доводиться пити віагру, проте вона зраджує його і навіть завагітніла, в результаті він намагається помиритися зі своєю колишньою дружиною, але вона вже зустріла свого «таємничого незнайомця».

## У ролях
- Антоніо Бандерас — Ґреґ Клементе
- Джош Бролін — Рой Ченнінґ
- Ентоні Гопкінс — Елфі Шепрідж
- Джемма Джонс[en] — Гелена Шепрідж
- Фріда Пінто — Діа
- Наомі Воттс — Саллі Ченнінґ
- Люсі Панч[en] — Мішель Фокс
- Роджер Ештон-Ґріффітс[en] — Джонатан Ванч
- Юен Бремнер — Генрі Странґл
- Ніл Джексон — Аллен
- Селія Імрі — Енід Віклов
- Полін Коллінз — Крістал
- Анна Фріл — Ірис
- Мееро С'ял — мати Дії
- Анупам Хер[en] — батька Дії
- Джоанна Девід — мати Аллена
- Наталі Волтер — сестра Аллена
- Філіп Ґленістер — гравець в покер
- Тео Джеймс — Рей Річардс